# راسيل غرين (لاعب كريكت)
راسيل غرين (30 يوليو 1959 في المملكة المتحدة - ) (بالإنجليزية: Russell Green)‏ هو لاعب كريكت بريطاني. لعب مع نادي مقاطعة غلاموركن للكريكت ‏ والمقاطعات الوطنية للكريكيت الإنجليزي والويلزي ‏ وSuffolk County Cricket Club ‏.

## وصلات خارجية
- راسيل غرين على موقع إي آس بي آن كريك إنفو (الإنجليزية)